# Pitjantjatjarák
A pitjantjatjarák Közép-Ausztrália egyik ausztrál őslakos népcsoportja, elsősorban az Északi terület déli részén és Dél-Ausztrália állam északi részén, az Anangu Pitjantjatjara Yankunytjatjara autonóm területen élnek. Beszélt nyelvük a pama-nyunga nyelvcsaládhoz tartozó nyugati-sivatagi nyelv pitjantjatjara dialektusa. A népcsoportot szoros rokoni kapcsolatok fűzik a szomszédos yankunytjatjarákhoz és ngaanyatjarrákhoz. Lélekszámuk körülbelül 4000 fő, többségük a sivatagban szétszórt őslakos közösségekben él. A népesség nagy része keresztény, de sokan továbbra is követik az ausztrál őslakos vallás hagyományait. Mitológiájukban fontos szerepet tölt be a területükön található két híres sziklaalakzat, az Uluru és a Kata Tjuta.

## Történelem

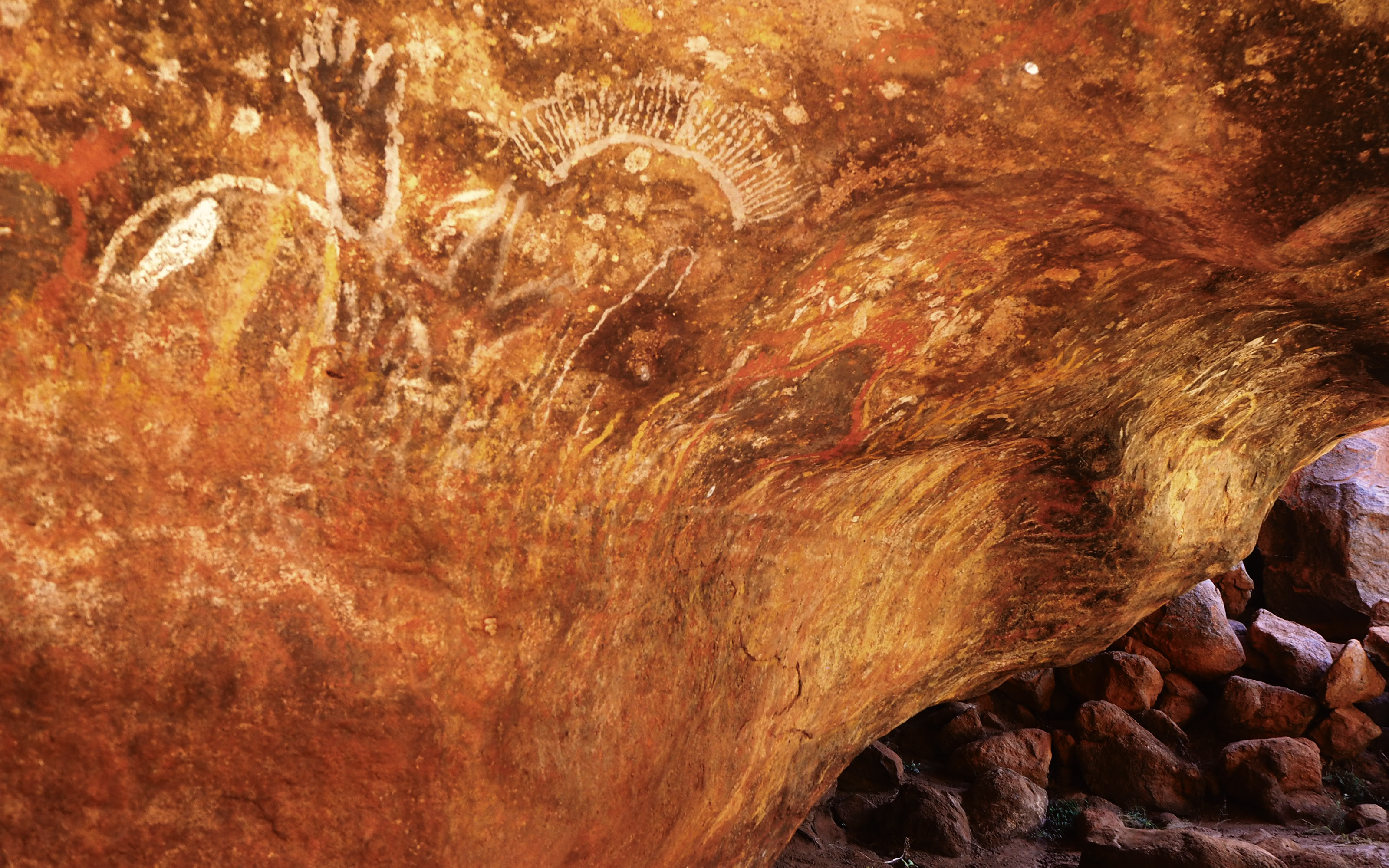
Barlangrajzok az Ulurun

### Korai történelem
A becslések szerint a népcsoport ősei mintegy 30 000 évvel ezelőtt érkeztek meg mai lakóhelyükre, ahol vadászó-gyűjtögető nomád életformát folytattak. Ugyan a hollandok már 1606-ban felfedezték Ausztráliát, a pitjantjatjarák által lakott belső területek még több mint 260 éven át nem kerültek semmilyen kapcsolatba a nyugati civilizációval. Az első európaiak csak 1872-ben érték el a területet, amikor Ernest Giles és Wiliam Gosse felfedezték az Ayers Rockot és a Mount Olgát. A vidék még ekkor sem keltette fel a nyugatiak figyelmét, a száraz, sivatagos klíma miatt értéktelennek nyilvánították a földet.

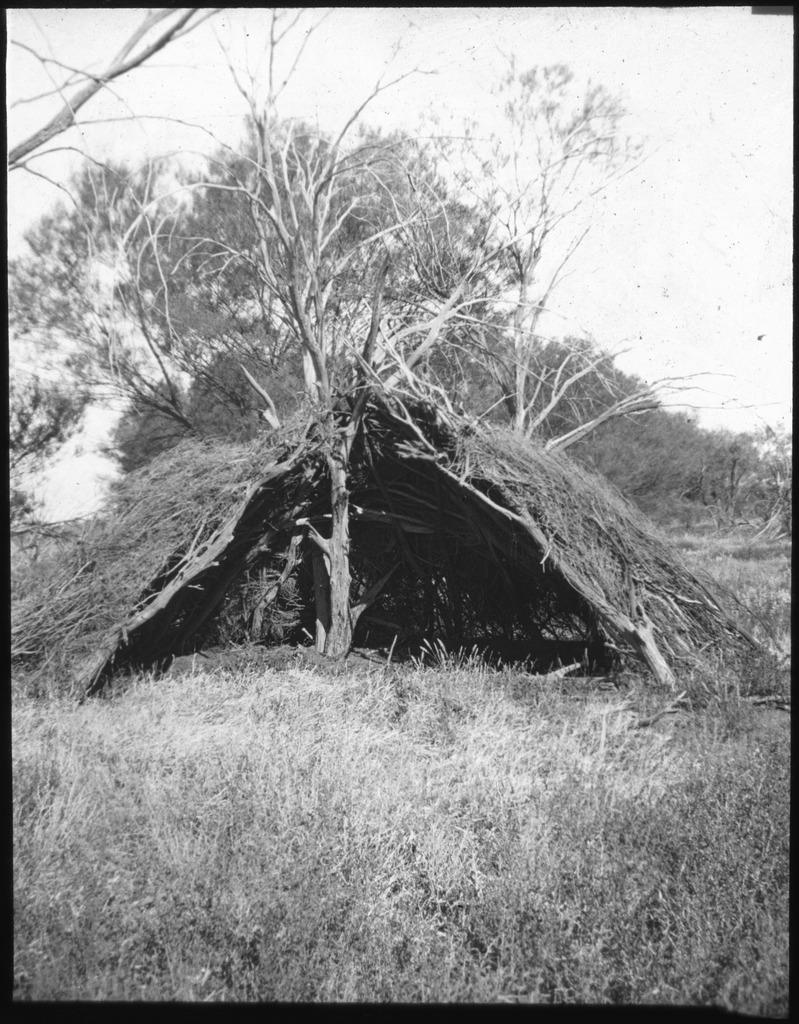
Pitjantjatjara kunyhó 1940-ben

Az 1920-as évektől kezdődően kisszámú európai telepes csoportok értekeztek az őslakos földekre, majd a kisajátított területekről fokozatosan, de erőszakosan kiszorították a pitjantjatjarákat, akik közül sokan kénytelenek voltak délre vándorolni. A területek elvesztése és a sorozatos aszályok hatására humanitárius válság alakult ki, erre válaszul a Presbiteriánus Egyház a dél-ausztráliai kormány támogatásával 1937-ben egy missziót hozott létre az őslakosok megsegítésére Ernabellában. Ehhez az időszakhoz kapcsolódik a pitjantjatjarák keresztény hitre térítése is, de a misszió a korban különleges módon tiszteletben tartotta a bennszülött kultúrát és nem próbálta „civilizálni a barbárokat”.

### Atomrobbantások

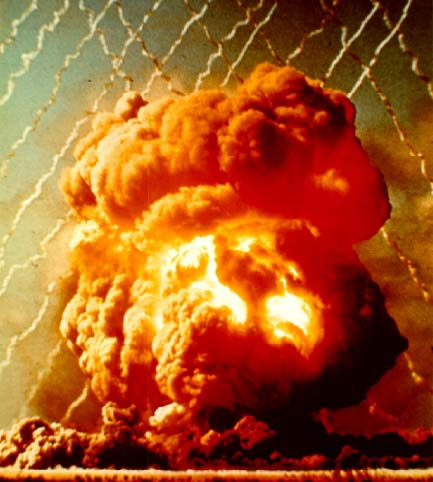
Atomrobbantás Maralingában

Az 1950-es években az Egyesült Királyság megegyezett az ausztrál kormánnyal, hogy nukleáris tesztrobbantások sorozatát hajthassák végre a kontinens központi, ritkán lakott vidékein. A választás végül a Dél-Ausztrália északnyugati részén található Maralingára esett, amelynek pitjantjatjara és más, rokon népcsoportokhoz tartozó őslakosait erőszakkal kitelepítették, olykor hosszú gyalogosan megtett útra kényszerítve őket a sivatagban. Az evakuálást ugyanakkor nem hajtották végre megfelelően és mintegy 1200 bennszülött az atombombák által érintett területen maradt a robbantások során. A britek végül 12 légköri atomrobbantást hajtottak végre a területen, valamint több mint 700 kisebb, nukleáris robbanó fejekkel kapcsolatos kísérletet hajtottak végre az '50-es és a '60-as években. A Maralinga környékén maradt őslakosok folyamatosan szenvedtek a radioaktív sugárzás hatásaitól, az általuk „puyu”-nak (fekete köd) nevezett radioaktív csapadék szemfájást, bőrkiütéseket, vakságot, hányást és egész családok korai halálát okozta. A helyzetet súlyosbította, hogy a hatóságok nem tájékoztatták a pitjantjatjarákat a veszély mibenlétéről, ezért sokan kíváncsiságból elmentek megnézni a robbantások helyszínét. Még az 1980-as években is rengetegen szenvedtek a hosszú távú hatásoktól, nagyon magas volt a különböző tüdőbetegségek és rákos megbetegedések aránya. A bennszülött közösség kárpótlása akadozva és lassan zajlott, először az ausztrál kormány fizetett 618 000 $ kárpótlást 1991-ben (több mint 30 évvel a katasztrófa után), majd a britek, miután egy vizsgálatuk kimutatta az elkövetett szabálytalanságokat, 1995-ben 13,5 millió $-t fizettek és további 6 millió $-ral járultak hozzá a terület kármentesítéséhez. A radioaktív hulladék elszállítása 2009-ben ért véget, ekkor a dél-ausztrália kormány hivatalosan is visszaszolgáltatta a 102 863 km² kiterjedésű területet a pitjantjatjara közösségnek, Maralinga Tjarutja néven.

### Modern történelem

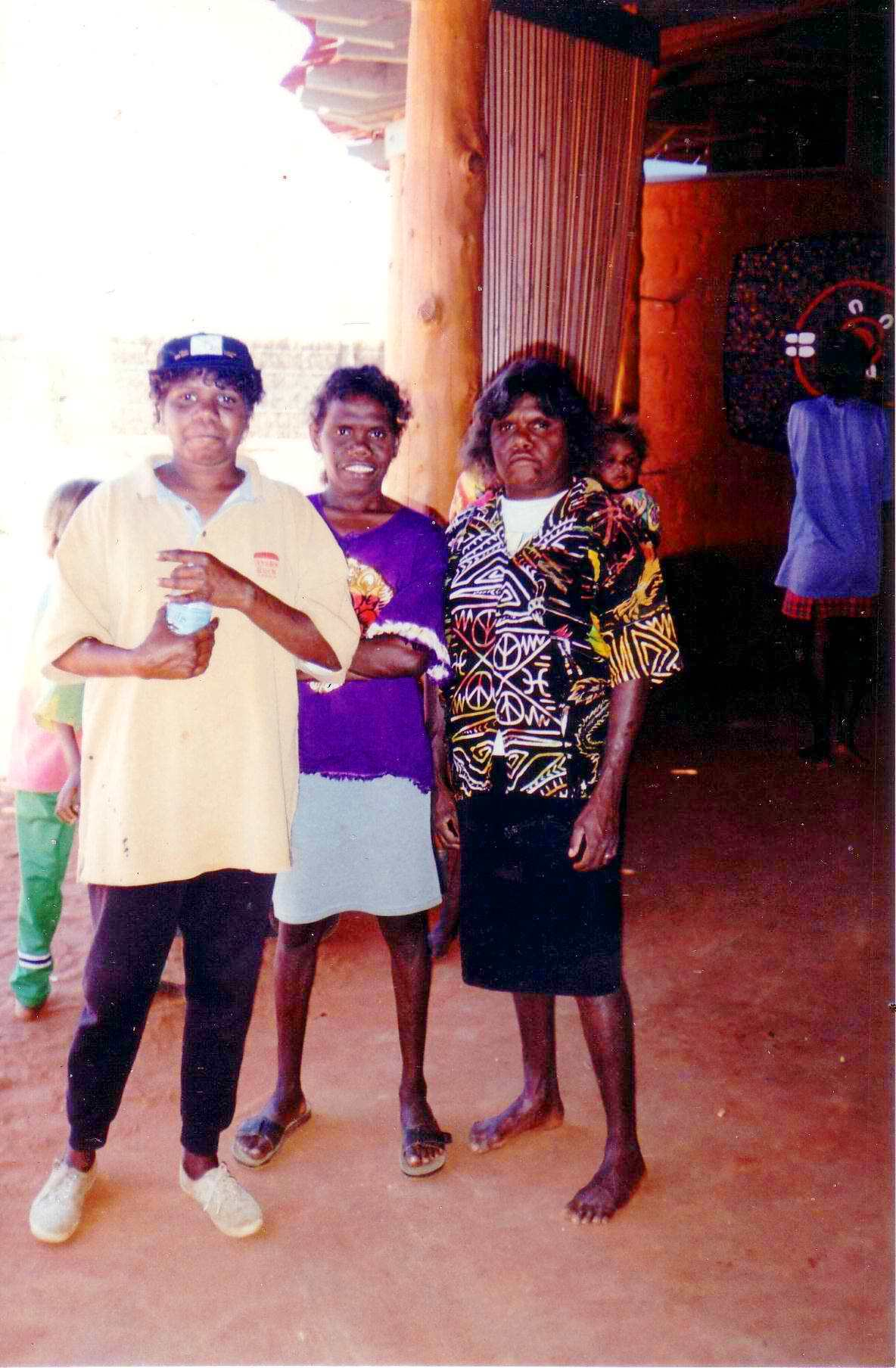
Őslakos nők az ulurui kulturális központ megnyitóján 1995-ben

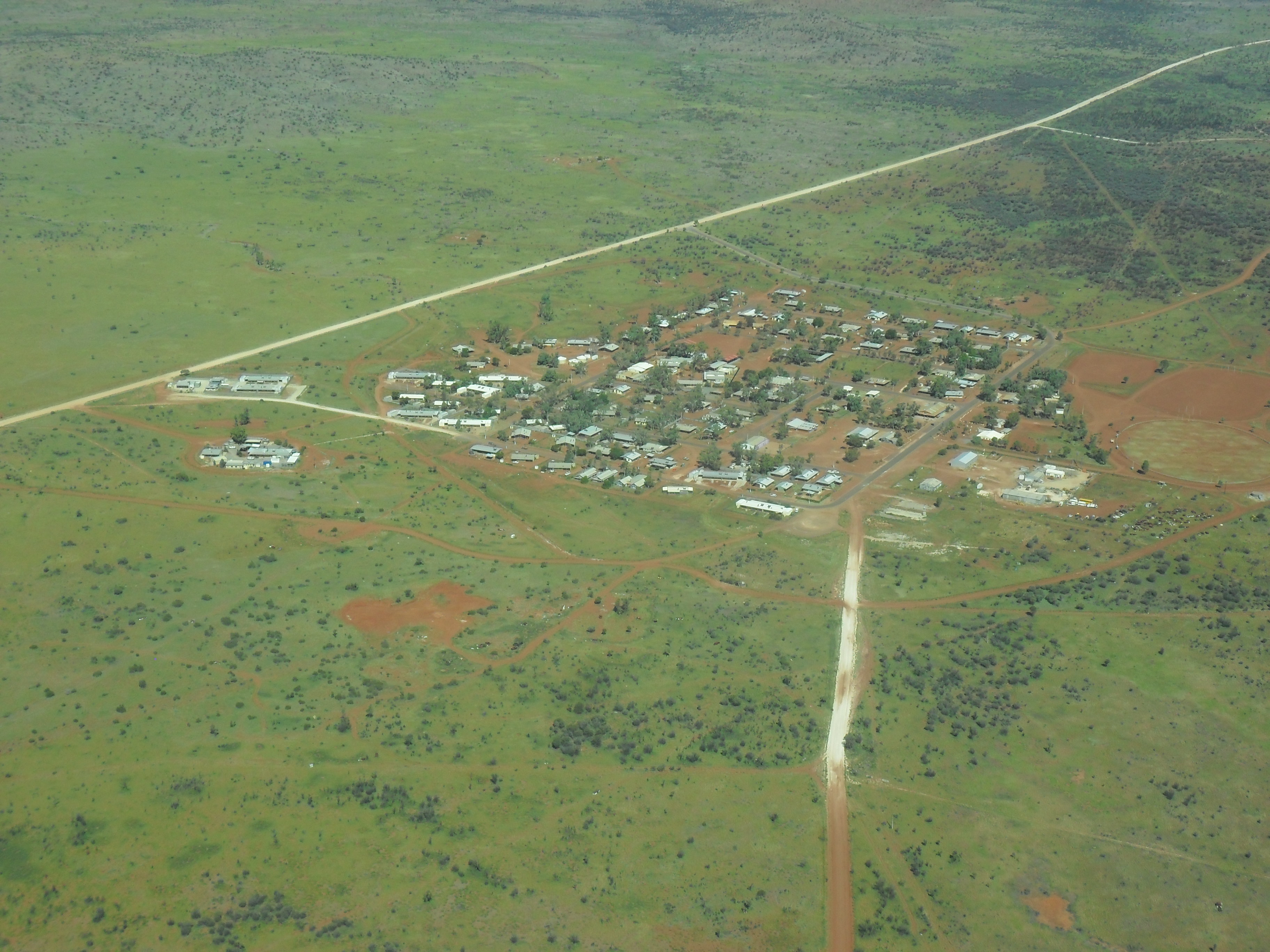
Amata, egy tipikus 21.századi pitjantjatjara település madártávlatból

Az 1950-es, 60-as évektől kezdődően fokozatosan megnőtt az érdeklődés a két legjellegzetesebb természeti formáció, az Uluru és a Kata Tjuta iránti érdeklődés és egyre több turista érkezett a területre. Ezzel párhuzamosan a központi kormányzat kiterjesztette az infrastruktúrát és az őslakosok is fokozatosan feladták korábbi nomád életmódjukat, egy-kétszáz fős közösségekben telepedtek le, immár nyugati körülmények között.

Az anangu népek zászlaja

Habár a turizmus hamar jelentős gazdasági fellendülést hozott a régióba, a bennszülöttek által szentnek tartott helyszíneket a látogatók nem tartották tiszteletben, kiváltva a pitjantjatjara közösség felháborodását. A őslakos területek kisajátítása, az ősök szellemének bemocskolása és a nukleáris kísérletek ellen zajló tiltakozássozozatból egy erős békés jellegű ellenállási mozgalom bontakozott ki, amelynek során a pitjantjatjarák szövetséget kötöttek a környező anangu népcsoportokkal. Erőfeszítéseik 1976-ban vezettek sikerre, amikor megszületett az Aboriginal Land Rights Act, amely védelmet biztosított a szent helyeknek és biztosította az őslakosok jogát a területre. Ezt követően az Uluru-Kata Tjuta Nemzeti Park már az őslakos tanáccsal (Central Land Council) együttműködve üzemelt, figyelembe véve a kulturális értékeket is. A helyzetet segítettette az is, hogy a nemzeti park 1987-ben természeti világörökségi helyszínné vált, 1994-ben pedig kiterjesztették a védelmet az őslakos kultúrára is. A 21. századtól kezdődően a pintjantjatjara lakosság nagy része már a turizmusból él.

## Hagyományos gazdaság

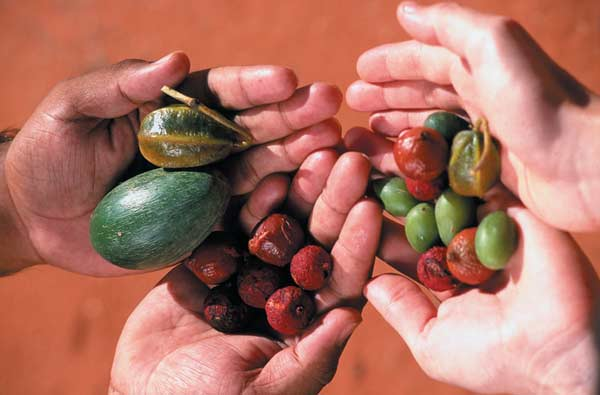
A pitjantjatjarák által fogyasztott gyümölcsök

A pitjantjatjarák sosem rendelkeztek technikai civilizációval, de a környező sivatag mélyreható ismerete mindig lehetővé tette számukra az elegendő víz, élelem és gyógynövény felkutatását, valamint a megfelelő táborhely megtalálását. Életmódjuk fenntarthatóságát bizonyítja, hogy hagyományos gazdaságuk több ezer éven át változatlan maradt, a felhalmozott tudás szájhagyomány útján öröklődött generációról generációra. Az ausztrál sivatagi éghajlaton a rövid csapadékos és a hosszú száraz évszakok váltják egymást. A vándorló életmódot folytató népcsoport tagjai nagycsaládonként, nemzetségenként elkülönülve minden évben egy nagy kört jártak be, amelynek során végigjárták a száraz időszakban is állandó vízforrásokat és útbaejtették a család hagyományos szent helyszínét, ahol hitük szerint az őseik szelleme élt.
A társadalom hangsúlyos eleme volt a nemek közötti munkamegosztás, a nők vizet hordtak, tábort állítottak és gyűjtögettek, amíg a férfiak vadásztak. A hagyományos ruházat a nők és a férfiak esetében egyaránt csak egy egyszerű bőr ágyékkötő vagy fűszoknya volt, a bőrfelületet fehér színű festékkel festett geometrikus mintákkal díszítették. Nők esetében megjelent a fából faragott fejdíszek viselése is.

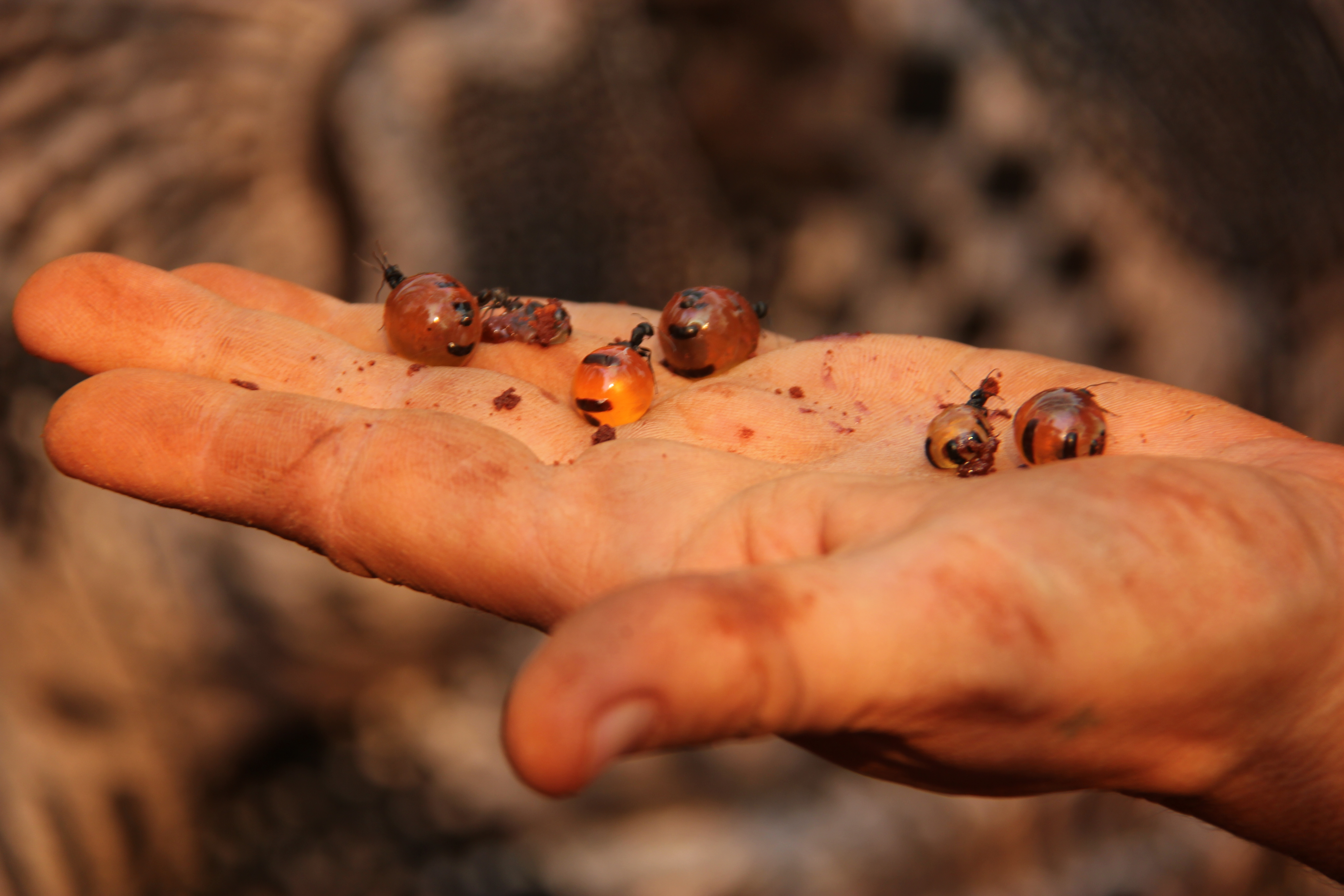
Ehető mézesbödönhangyák

A pitjantjatjarák életében fontos szerepet töltött be az akáciafajok közé tartozó mulgafa, amely egyaránt szolgált tűzifaként és az ideiglenes menedékek építőanyagaként. A vadászathoz használt fegyvereik is javarészt ebből a faanyagból készültek: dárdavető eszközeik (miru), a nyílhegyek (mukulpa), az ásóbotok (wana), valamint a bumerángok (kali) is. A fa gyümölcsei is az étrend részét képezték, a porrá tört magokat vízzel keverve fogyasztották. Egyes rovarfajok édes váladékot hagynak a fa kérgén, ezt az anyagot az őslakosok édességként ették. A pitjantjatjara étrend része volt továbbá a palka növénynemzetséghez tartozó vadhagyma (Cyperus bulbosus), a bozótparadicsom és a bozótszilva is. A vadászatok során elsősorban kengurut, óriás varánuszt, különböző kígyófajok egyedeit és emut zsákmányoltak. A gyűjtögetés révén madártojásokkal, ehető mézesbödönhangyákkal, valamint a fák gyökerein élő lárvákkal egészítették ki az étlapot.

## Nyelv
Az európaiak érkezése előtt Ausztráliában több mint 300 őshonos nyelv mintegy 700 dialektusát beszélték az őslakosok, napjainkra azonban ezek többsége kihalt vagy súlyosan veszélyeztetett állapotba került. A kevés kivétel egyikét képezi a nyugati sivatagi nyelv pitjantjatjara dialektusa, amelyet a népcsoport tagjainak nagy része továbbra is elsődleges nyelvként használ és a gyermekek is anyanyelvként tanulnak meg. Csak kevés pitjantjatjara használja napi szinten az angolt és beszéli folyékonyan az államnyelvet. A pitjantjatjara írott változata 1930-ban született meg, amikor először fordították le a nyelvre a Bibliát. A pitjantjatjarák a t, n és l hangokat gyakran r hanggal keverve ejtik, ezt írásban a betű aláhúzásával jelölik. A népcsoport tagjai magukra anangukként hivatkoznak, amelynek jelentése emberek. A pitjantjatjara szó jelentése „menni”.

## Vallás és hitvilág

Az Uluru a pitjantjatjarák egyik legszentebb helyszíne, egyben Ausztrália egyik jelképe

Az őslakos pitjantjatjara vallás fontos jellegzetessége a sajátos történelemfelfogás, ugyanis az időre nem lineáris jelenségként tekintenek, hanem a generációk állandó körforgásaként. A népcsoport életét és vallásgyakorlását az úgynevezett Tjukurpa szabályozza, amely egyrészt a mindennapi élet íratlan törvényeinek gyűjteménye, másrészt a táj és az ember közötti szellemi kapcsolat, valamint ezen kívűl egyben a teremtéstörténetek és legendák gyűjteménye is. Az ausztrál őslakos mitológia világának központja az úgynevezett álomidő, amely mintegy párhuzamos univerzumként varázslatos teremtmények és az ősök szellemeinek az otthona. Az ember álmában és halálakor tudja elérni ezt a világot, valamint a szent helyeken elvégzett áldozatok révén. Ezekhez a kiemelt jelentőségű természeti alakzatokhoz különösen sok legenda kapcsolódik, itt találhatóak az egyes családok szent otthonai és úgy tartják, hogy ezeken a helyeken a legvékonyabb a két világot elválasztó szövet. A két legfontosabb helyszín, az Uluru és a Kata Tjuta az őslakosok kultúrájában zárt helynek számított, amelyet csak a kiválasztott és beavatott férfiak közelíthettek meg. A két sziklaalakzat esetében a turisták továbbra sem léphetnek a tiltott területekre és nem szabad megmászni a csúcsokat. A kereszténység az 1930-as évektől kezdett el terjedni, de ezzel párhuzamosan a bennszülött hagyományok is erősek maradtak. A legtöbb pitjantjatjara úgy tekint a kereszténységre, hogy az kompatibilis az álomidő fogalmával és a mítoszokkal.

## Kultúra

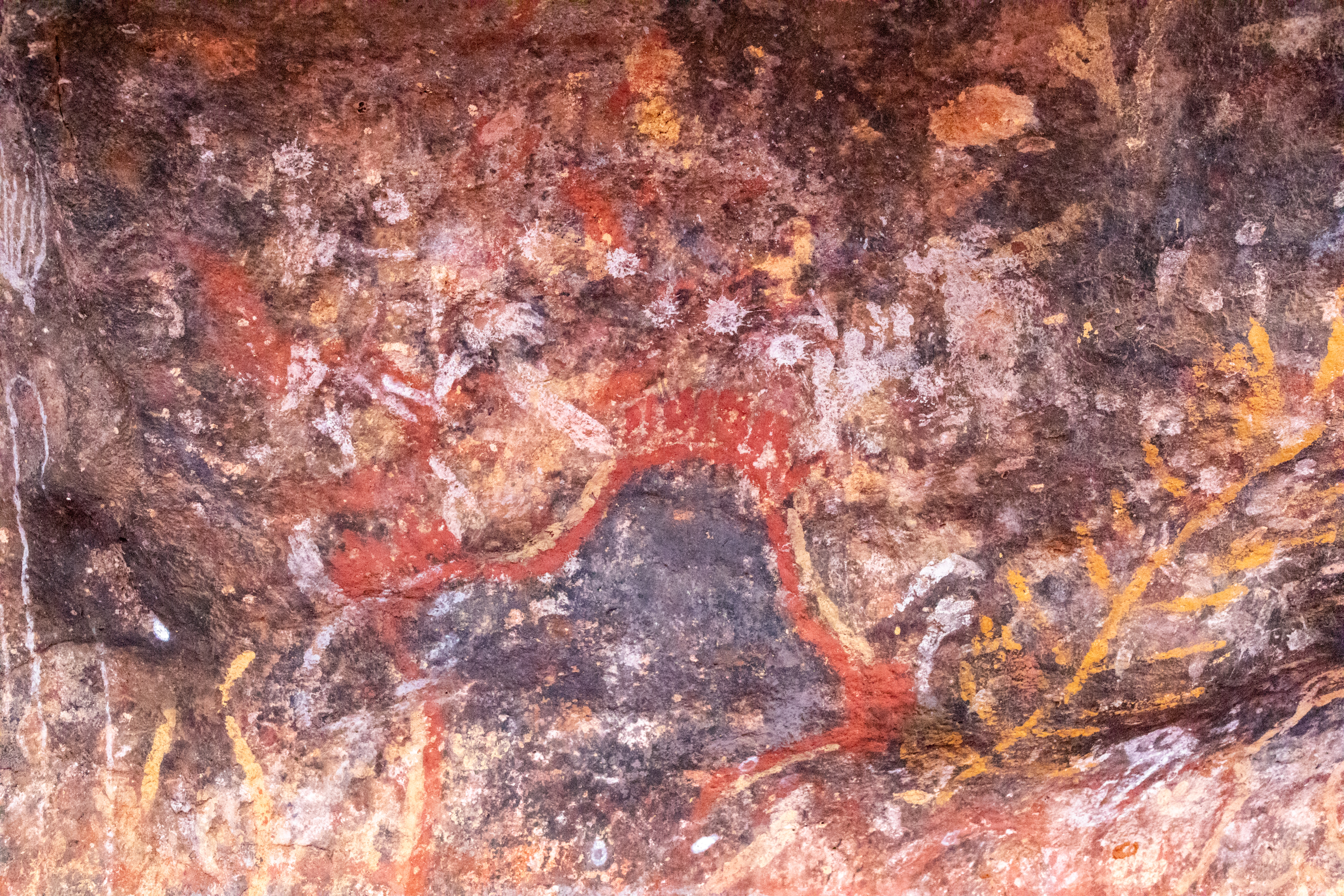
Barlangrajz az Ayers Rocknál

Az őslakosok évezredeken én készítettek sziklarajzokat a területen. A festményekhez használt festéket elsősorban különböző ásványokból, szénből és hamuból állították elő, amelyet vízzel, vagy állati zsírral kevertek össze. A leggyakrabban használt színek a vörös, a narancssárga, a fehér, a szürke és a fekete voltak, ezek a festékanyagok értékes csereeszköznek számítottak a bennszülött társadalomban. A sziklarajzokat gyakran egy történet illusztrációjaként készítették és sokszor az azonos sziklafelületre idővel újabb és újabb rajzok kerültek rétegesen egymásra. Természetes összetevőik miatt a sziklarajzok ki vannak téve az időjárás pusztító hatásainak és sok műalkotás elpusztult a tömegturizmus korai időszakában is, amikor a látogatók megrongáltak barlangrajzokat.
A pitjantjatjara kultúra részét képezik a vallásos szertartások, valamint a tudás továbbadását segítő énekek és táncok is.